# 瑞穗号水上飞机母舰
瑞穗（みずほ）是大日本帝國海軍的水上機母艦。於1942年5月2日被美國海軍加托級「鼓魚號潛艦」的魚雷擊中沈沒。由於驅逐艦與輸送船在日本帝國海軍定義上不算是「軍艦」，因此瑞穗號狹義上為太平洋戰爭中日本第一隻遭擊沉的軍艦。

## 概述
以日本帝國海軍在二戰前主要建軍戰略九段決戰當中，日本最終是需要與美軍採行艦隊決戰；但是除了戰艦之外，還需要一些特戰潛艦攜帶氧氣魚雷作為殺手鐧武器，這個概念後來研製出小型潛艦甲標的。甲標的雖然成功在極小的艇身內塞入氧氣魚雷，但這也犧牲了續航力，變得需要有母艦運輸它們到決戰海域後釋放。所以日本在第二次軍備補充計畫中開始籌劃多用途母艦，除了傳統的水上飛機之外，也可運輸甲標的等；第一代多用途艦是以潛艇母艦為設計主構想的大鯨號、第二代多用途艦則是第二次軍備補充計畫中興建的千歲級水上飛機母艦、以及噸位與性能稍微縮水的瑞穗號。這些船隻擔負著倫敦海軍條約簽訂後日本戰力潛能的一環，當未有戰爭時，她們主要任務是水上飛機母艦，或是搭載額外的燃料提供艦隻補給用的多用途軍艦；當戰爭爆發後，可改造成航空母艦或為甲標的母艦，這個高度彈性的運用方針是當時日本帝國海軍的重要機密。在隨後通過之第三次軍備補充計畫中日進號水上飛機母艦同樣繼承類似思想設計建造。
瑞穗號外觀與同計畫建造的千歲級差別不大，主要不同的特徵是取消專為防空機槍增設的甲板，但多增設1座127公釐高射炮，改變艦上防空炮的配置呈三角形（艦艏甲板一座，艦橋左右側一座），此設計保障單一方向遭敵機攻擊時均可製造交叉火網；由於瑞穗號的噸位比千歲級要稍微縮小，也沒有負擔高速運油艦任務，所以使用全柴油引擎推進配置；這種配置也是為了替大和級戰艦做技術先導檢驗，千歲級使用了蒸氣渦輪／柴油引擎複合動力、瑞穗號則使用了全柴油動力。柴油引擎的煙囪則整合在左右起重機平台內，所以外觀上有著少見的無煙囪設計。
不過，瑞穗號的技術研製則告失敗，1930年代高功率輸出柴油引擎除德國成功以外其它國家的技術都無法改善妥善率與壽命問題；瑞穗號的柴油引擎因為轉速無法達到標準，輸出功率不足，實測極速不超過18節。1940年曾一度入塢5個月改良柴油引擎，但仍無法達成22節計畫航速。引擎故障問題因為根本性解決，原本1942年3月瑞穗號還有入塢維修計畫，但因為遭到擊沉而不再需要。
日美開戰後，瑞穗號被編入比島部隊（攻占菲律賓編成的混合部隊，水面艦部隊以第三艦隊為核心），搭載零式水上觀測機12架、九四式水上偵察機3架。1942年1月4日在達沃市南方海灣的菲律賓南部攻佔艦隊（妙高、那智、羽黒、長良、那珂、神通、千歳、瑞穂、平安丸、南海丸、雪風等）停泊集結之際，遭8架B-17轟炸機空襲，妙高號重巡洋艦因此中度毀損，瑞穗號則沒有損失。
1月9日瑞穗號與千歲號自集結泊地出發，一同開往印尼支援美娜多攻佔計畫，提供必要的空優及反潛能量。但是同年1月11日，瑞穗號在與盟軍9架大型飛行艇與4架轟炸機攔截時損失了3架零式水觀，但打下了2架盟軍飛機；比較嚴重的「戰果」則是本艦所屬零式水觀將日本海軍空降部隊所屬之1架九六式運輸機擊墜，裏頭搭乘了12位橫須賀鎮守府第一特別陸戰隊官兵及5位機組員，全員罹難；而在瑞穗號執行作戰的那幾天盟軍仍有派遣B-17轟炸機試圖騷擾，但水上飛機無法飛到轟炸機使用高度，制空上仍有缺口。
3月1日，瑞穗號艦載機授命去擊沉盟軍混編艦隊，艦隊有英國皇家海軍的埃克塞特號、遭遇號驅逐艦、美國海軍的波普號驅逐艦（DD-225），艦載機在掛載炸彈後於中午12：40起飛，但因天候不佳並無尋獲目標；後來該批艦隊被水面艦部隊捕捉，埃克塞特號、遭遇號遭擊沉，波普號則被龍驤號航空母艦的艦載機及足柄號、妙高號重巡的集火下遭擊沉。
由於柴油引擎問題，1942年3月瑞穗號返回日本本土之橫須賀海軍工廠維修改造，才剛改造完5月1日出橫須賀試航，同日晚上11點03分航行至柱島海域（約御前崎市40海浬外）返航時遭美軍石首魚號潛艇攻擊。一枚魚雷擊中左舷機械室與發電機室間的艙間，隨即誘爆艦上攜帶的彈藥及燃料使瑞穗號失去航行能力；在附近執行任務的高雄號與摩耶號重巡在5月2日凌晨00點30分抵達事故海域救援，雖然在友艦協助下控制火勢並試圖拖帶回港，但因艦內進水無法控制因此在凌晨3點30分下達撤離命令，凌晨4點16分沉沒。成為日本在二战中损失的第一艘军舰。

## 艦歷
- 1937年5月1日動工　神戶川崎造船所
- 1938年5月16日下水
- 1939年2月25日竣工　分類為水上機母艦
- 1941年12月至1942年3月，於各地作攻略作戰支援
- 1942年5月2日，被美國潛艇鼓魚雷擊中戰没
  - 5月20日除籍

## 歷代艦長

### 艤裝員長
1. 青木泰二郎 上校（1938年5月16日就任）

### 艦長
1. 青木泰二郎 大佐（1939年2月25日就任）
2. 蒲瀨和足 大佐（1939年11月15日就任）
3. 澄川道男 大佐（1940年11月15日就任）
4. 大熊讓 大佐（1941年9月5日就任）

## 關連項目
- 大日本帝國海軍艦艇列表